# Zaleszczotki Grecji
Zaleszczotki Grecji – ogół taksonów pajęczaków z rzędu zaleszczotków (Pseudoscorpiones), których występowanie stwierdzono na terytorium części Grecji.
Do 2021 roku z terenu Grecji wykazano 124 gatunki zaleszczotków należących do 13 rodzin.

## Podrząd:Epiocheirata

### Nadrodzina:Chthonioidea

#### Rodzina:Chthoniidae
Z Grecji podano następujące gatunki:

- Chthonius apollinis
- Chthonius chius
- Chthonius corcyraeus
- Chthonius creticus
- Chthonius cryptus
- Chthonius daedaleus
- Chthonius diophthalmus
- Chthonius ellingseni
- Chthonius gasparoi
- Chthonius graecus
- Chthonius herbarii
- Chthonius imperator
- Chthonius ischnocheles
- Chthonius jonicus
- Chthonius lindbergi
- Chthonius minotaurus
- Chthonius minous
- Chthonius orthodactylus
- Chthonius petrochilosi
- Chthonius platakisi
- Chthonius ponticoides
- Chthonius rhodochelatus
- Chthonius romanicus
- Chthonius samius
- Chthonius schmalfussi
- Chthonius sestasi
- Chthonius shelkovnikovi
- Chthonius siculus
- Chthonius strinatii
- Chthonius tenuis
- Chthonius tetrachelatus
- Chthonius thessalus
- Chthonius tuberculatus
- Chthonius tzanoudakisi
- Paraliochthonius singularis

## Podrząd:Iocheirata

### Nadrodzina:Cheiridioidea

#### Rodzina:Cheiridiidae
Z Grecji podano tylko jeden gatunek:
- Cheiridium museorum

### Nadrodzina:Cheliferoidea

#### Rodzina:Atemnidae
Z Grecji podano następujące gatunki:
- Atemnus politus
- Atemnus syriacus

#### Rodzina:Cheliferidae
Z Grecji podano następujące gatunki:
- Beierochelifer anatolicus
- Beierochelifer peloponnesiacus
- Cheirochelifer heterometrus
- Cheirochelifer turcicus
- Chelifer cancroides
- Dactylochelifer latreillii
- Hysterochelifer cyprius
- Hysterochelifer gracilimanus
- Hysterochelifer meridianus
- Hysterochelifer tuberculatus
- Rhacochelifer corcyrensis
- Rhacochelifer euboicus
- Rhacochelifer maculatus
- Rhacochelifer peculiaris

#### Rodzina:Chernetidae
Z Grecji podano następujące gatunki:
- Allochernes powelli
- Allochernes rhodius
- Chernes cimicoides
- Chernes graecus
- Chernes rhodinus
- Lamprochernes moreoticus
- Lamprochernes nodosus
- Lasiochernes cretonatus
- Lasiochernes graecus
- Lasiochernes jonicus
- Pselaphochernes lacertosus
- Pselaphochernes scorpioides

#### Rodzina:Withiidae
Z Grecji podano jeden gatunek:
- Withius faunus

### Nadrodzina:Garypoidea

#### Rodzina:Garypidae
Z Grecji podano dwa gatunki:
- Garypus beauvoisii
- Garypus levantinus

#### Rodzina:Garypinidae
Z Grecji podano trzy gatunki:
- Amblyolpium graecum
- Garypinus dimidiatus
- Solinus rhodius

#### Rodzina:Geogarypidae
Z Grecji podano dwa gatunki:
- Geogarypus minor
- Geogarypus nigrimanus

#### Rodzina:Larcidae
Z Grecji podano jeden gatunek:
- Larca bosselaersi

#### Rodzina:Olpiidae
Z Grecji podano następujące gatunki:
- Calocheiridius libanoticus
- Calocheiridius mavromoustakisi
- Cardiolpium aeginense
- Cardiolpium stupidum
- Minniza graeca
- Minniza vermis
- Olpium kochi
- Olpium pallipes

### Nadrodzina:Neobisioidea

#### Rodzina:Neobisiidae
Z Grecji podano następujące gatunki:

- Acanthocreagris anatolica
- Acanthocreagris balcanica
- Acanthocreagris beieri
- Acanthocreagris corcyraea
- Acanthocreagris leucadia
- Acanthocreagris lycaonis
- Ernstmayria apostolostrichasi
- Ernstmayria venizelosi
- Microbisium manicatum
- Neobisium bosnicum
- Neobisium carcinoides
- Neobisium casalei
- Neobisium cephalonicum
- Neobisium corcyraeum
- Neobisium crassifemoratum
- Neobisium creticum
- Neobisium doderoi
- Neobisium epirense
- Neobisium erythrodactylum
- Neobisium fuscimanum
- Neobisium hellenum
- Neobisium moreoticum
- Neobisium odysseum
- Neobisium pangaeum
- Neobisium peloponnesiacum
- Neobisium phaeacum
- Neobisium phitosi
- Neobisium praecipuum
- Neobisium princeps
- Neobisium reitteri
- Neobisium rhodium
- Neobisium schawalleri
- Neobisium spilianum
- Neobisium sylvaticum
- Neobisium validum
- Roncus corcyraeus
- Roncus giganteus
- Roncus liebegotti
- Roncus lubricus
- Roncus novus
- Roncus parablothroides
- Roncus peramae

#### Rodzina:Syarinidae
Z Grecji podano następujący gatunek:
- Hadoblothrus aegeus